# Memoriał Huberta Jerzego Wagnera 2013
Memoriał Huberta Jerzego Wagnera 2013 – 11. edycja turnieju siatkarskiego odbyła się w dniach 6–8 września 2013 roku w hali Orlen Arena w Płocku.

## Uczestnicy
- Holandia
- Niemcy
- Polska
- Rosja

## Tabela
| Lp. | Drużyna  | Pkt | Mecze | Mecze   | Mecze   | Sety | Sety | Sety  | Małe punkty | Małe punkty | Małe punkty |
| Lp. | Drużyna  | Pkt | M     | W (3:2) | P (2:3) | wyg. | prz. | ratio | zdob.       | str.        | ratio       |
| --- | -------- | --- | ----- | ------- | ------- | ---- | ---- | ----- | ----------- | ----------- | ----------- |
| 1   | Polska   | 6   | 3     | 2 (0)   | 1 (0)   | 7    | 4    | 1.750 | 258         | 239         | 1.079       |
| 2   | Rosja    | 6   | 3     | 2 (0)   | 1 (0)   | 6    | 4    | 1.500 | 223         | 213         | 1.047       |
| 3   | Holandia | 3   | 3     | 1 (0)   | 2 (0)   | 5    | 6    | 0.833 | 234         | 246         | 0.951       |
| 4   | Niemcy   | 3   | 3     | 1 (0)   | 2 (0)   | 3    | 7    | 0.429 | 209         | 226         | 0.925       |

Źródło: fundacjawagnera.pl
Punktacja: 3:0 i 3:1 – 3 pkt; 3:2 – 2 pkt; 2:3 – 1 pkt; 1:3 i 0:3 – 0 pkt
Zasady ustalania kolejności: 1. liczba punktów; 2. stosunek setów; 3. stosunek małych punktów; 4. bilans w bezpośrednich meczach

## Wyniki
| Data       | Drużyna 1 | Wynik | Drużyna 2 | 1     | 2     | 3     | 4     | 5 | * |
| ---------- | --------- | ----- | --------- | ----- | ----- | ----- | ----- | - | - |
| 2013-09-06 | Polska    | 3:1   | Holandia  | 26:28 | 25:22 | 25:15 | 25:18 |   |   |
| 2013-09-06 | Niemcy    | 0:3   | Rosja     | 15:25 | 19:25 | 22:25 |       |   |   |
|            |           |       |           |       |       |       |       |   |   |
| 2013-09-07 | Rosja     | 0:3   | Holandia  | 21:25 | 21:25 | 19:25 |       |   |   |
| 2013-09-07 | Polska    | 3:0   | Niemcy    | 25:19 | 25:21 | 25:19 |       |   |   |
|            |           |       |           |       |       |       |       |   |   |
| 2013-09-08 | Niemcy    | 3:1   | Holandia  | 25:21 | 25:14 | 19:25 | 25:16 |   |   |
| 2013-09-08 | Polska    | 1:3   | Rosja     | 19:25 | 20:25 | 25:22 | 18:25 |   |   |

## Nagrody indywidualne
| Najlepszy zawodnik (MVP) | Najlepszy atakujący | Najlepszy blokujący | Najlepszy zagrywający | Najlepszy libero | Najlepszy rozgrywający | Najlepszy przyjmujący |
| ------------------------ | ------------------- | ------------------- | --------------------- | ---------------- | ---------------------- | --------------------- |
| Nikołaj Pawłow           | Nikołaj Pawłow      | Marcin Możdżonek    | Dmitrij Muserski      | Paweł Zatorski   | Siergiej Grankin       | Michał Kubiak         |